# Lorquí
Lorquí – gmina w Hiszpanii, w prowincji Murcja, w Murcji, o powierzchni 15,75 km². W 2011 roku gmina liczyła 6983 mieszkańców.